# Macaduma aroa
Macaduma aroa là một loài bướm đêm thuộc phân họ Arctiinae, họ Erebidae.